# Julio Insa
Julio Insa (nacido como Julio Joaquín Insa Serrador, en Onda, Castellón, 27 de junio de 1956) es un director de radio y televisión,.También es locutor de radio. En la actualidad, dirige la emisora de radio Radio Esport Valencia, así como la cadena de televisión local Canal 7 TeleValencia, presentando el programa de dicha cadena Deportes con Julio Insa.

## Trayectoria
Su actividad profesional en el sector de la comunicación comenzó en 1983 como columnista del Diario de Castellón desarrollándose a lo largo de tres años. Durante este periodo asumió la tarea de redactar columnas de opinión e información con todo lo relacionado con el mundo del deporte. Al tiempo, compaginó esta función con la de coordinador de fútbol regional, comprensiva de la redacción de noticias sobre esta división así como la coordinación de las retrasmisiones deportivas.
En el año 1987 fue el primer columnista deportivo del periódico Mediterráneo de Castellón. En este rotativo y durante tres años, confeccionó una columna de opinión diaria relativa al ámbito deportivo. Paralelamente a dicha actividad, y ya en el sector de la radiodifusión, desde 1984 y hasta junio de 1993 desempeño la labor de director de la sección de deportes de la Cadena COPE en Castellón, llegando a ser líderes de audiencia en junio de 1993.
Desde el año 1993 y hasta 1997 ocupó el cargo de jefe de deportes de Onda Cero Valencia. Durante estos cuatro años, Julio Insa, logró junto a todo su equipo un gran éxito de audiencia, especialmente durante temporada 95/96 cuando esta emisora consiguió ser líder de audiencia a nivel nacional.
Desde 1998 y hasta el año 2003 desempeñó el cargo de jefe de deportes en la emisora MegaRadio Valencia, desarrollándose bajo su responsabilidad y supervisión todos los programas deportivos de esta emisora, pasando a formar parte, desde 2003 hasta 2006 de Radio One Valencia como director deportivo, supervisando y presentado programas relacionados con el deporte valenciano y más concretamente con el Valencia Club de Fútbol.
Actualmente, Julio Insa es el director general de Radio Esport Valencia, que cuenta con una programación ampliamente dedicada a la información deportiva en la Comunidad Valenciana. Asimismo desempeña la labor de director del programa televisivo con su mismo nombre, Deportes con Julio Insa en la emisora local Canal7 TeleValencia.

## Polémicas
Debido al estilo personal y pasional de conducir sus programas deportivos, Julio Insa se ha visto envuelto en distintas polémicas a lo largo de su trayectoria:
- A lo largo de 2009, durante la frustrada operación de venta del Valencia Club de Fútbol a Inversiones Dalport, se mantuvo en una posición muy crítica debido a las dudas que ofrecía dicha operación[1]
- También fue muy relevante su enfrentamiento con Manuel Llorente, presidente del Valencia Club de Fútbol desde 2009 a 2013, que incluyó un comentado vídeo en el que el locutor abordaba al directivo en la playa de la Patacona (Alboraya)[2]
- También en 2022, el periódico Superdeporte destapa unos audios del presidente del valecnia C.F, Anil Murthy, y su relación con J.Insa donde afirma: Él ha tenido 20 entradas para la final. Él sabe todo", asegura el mandatario de Singapur".